# تپه امامزاده ناصر، باقر و محمد
تپه امامزاده ناصر، باقر و محمد مربوط به دوران‌های تاریخی پس از اسلام است و در شهرستان بوئین‌زهرا، روستای سومینک واقع شده و این اثر در تاریخ ۲۵ خرداد ۱۳۸۱ با شمارهٔ ثبت ۵۸۰۳ به‌عنوان یکی از آثار ملی ایران به ثبت رسیده است.